# Потапова, Алла Вячеславовна
Алла Вячеславовна Потапова (урождённая Попова; 7 августа 1933, Саратов, Нижне-Волжский край — 14 июля 2021, Киев) — советская, украинская детская писательница, поэтесса, редактор, журналистка, радиоведущая.
Заслуженный работник культуры Украины (2001). Лауреат литературной премии имени В. Короленко, имени Ю. Долгорукого, имени Алексея Толстого.
С 1964 года — член Союза журналистов СССР. С 1982 года — член Союза писателей СССР.
С 1991 года — член Национального союза писателей Украины. Президент Всеукраинского национального культурно-просветительского общества «Русское собрание». 
Особенностью писательницы и общественного деятеля Аллы Потаповой является уважение к народу Украины, страстное желание сохранить и развить все лучшее, что было и необходимо сегодня и в будущем для поднятия авторитета Украины в мире. Это она осуществляла в активной общественной и писательской деятельности, выступая, как публицист со статьями и интервью на самых разных уровнях общения. Об этом свидетельствует количество её отличий и признаний в разных сферах жизни и деятельности.
Именно лидеры такой направленности способствуют межнациональному согласию и миру в Украине.
Автор 40 книг для детей и взрослых. 

## Биография
Выросла в семье железнодорожников Рязано-Уральской железной дороги.
Окончила филологический факультет (факультет русской филологии?) Киевского государственного университета им. Т. Г. Шевченко (1967).
1961—1967 — корреспондент газет «Комсомольское знамя», «Рабочая газета», радио «Последние новости».

1967—1983 — заместитель редактора, редактор киевской газеты «Рабочее слово» (Юго-Западной железной дороги). 

С 1983 года — заместитель председателя профкома Союза писателей Украины, с 1997 года — член правления Киевской организации Союза писателей Украины, с 1996 года — член приемной комиссии Союза писателей Украины, с 1997 года — член правления Литфонда Союза писателей Украины.

1983—1986 — автор, ведущая программы для подростков «Я и Ты» детской редакции радио (1 программа).

1991 — основывает Всеукраинское национальное культурно-просветительское общество «Русское собрание» и становится его председателем. С 2001 - президент.

С 1996 года — шеф-редактор газеты «Русское собрание».

С 1997 года — председатель исполкома Конгресса русских организаций Украины.

С 1998 года — шеф-редактор газеты «Новое литературное слово».

2000 — основывает русскоязычный литературный журнал «Русское слово» (Русло).

1997—2001 — член Совета по вопросам языковой политики при Президенте Украины. Сопредседатель Содружества украинских, русских, белорусских писателей. Председатель жюри русской литературной поэтической премии им. Н. Ушакова Национального Союза писателей Украины.

С 2001 года — член Товарищества детских и юношеских писателей России, заместитель председателя Славянского комитета Украины, председатель исполкома Конгресса русских организаций Украины, председатель Русской палаты общественного совета Украины.
Умерла на 88 году жизни.

## Награды и премии
- Орден княгини Ольги III степени (22 августа 2003 года) — за значительный личный вклад в социально-экономическое и культурное развитие Украины, весомые трудовые достижения и по случаю 12-й годовщины независимости Украины[9].
- Орден Дружбы (15 января 2004 года, Россия) — за большой вклад в развитие искусства и укрепление российско-украинских культурных связей[10].
- Заслуженный работник культуры Украины (10 декабря 2001 года) — за весомый личный вклад в возрождение и развитие национальных культур народов Украины, плодотворную творческую и общественную деятельность[11].
- за работу в журналистике отмечена Грамотой Президиума Верховного Совета УССР (1982).
- награждена журналистским Дипломом «Золотое перо» (1982).
- за очерки «Дети Славутича» получила Международную журналистскую премию «ЧАЭС: вчера, сегодня, завтра» (1996).
- за книги для детей — лауреат литературной премии имени Владимира Короленко (1996).
- отмечена Министерством культуры и искусств Украины Знаком «За достижения в развитии культуры и искусства» (1998).
- награждена Почётной грамотой и медалью 1-й степени Международного Союза Славянских журналистов (2003).
- лауреат литературной премии имени В. Короленко (2006).
- награждена орденом Преподобного Нестора Летописца ((2007), Украинская православная церковь (Московского патриархата)).
- лауреат литературной премии имени Ю. Долгорукого (2009).
- международная общественная организация «Федерация женщин за мир во всем мире» в номинации «Женщина года» вручила Алле Вячеславовне награду «Женщина-литератор» (2010).
- лауреат литературной премии имени Алексея Толстого (2011).

## Книги
- Спокойной ночи [Текст] : [Стихи] : [Для дошкольного возраста] / [Ил.: Ф. Русецкий]. — Саратов : Кн. изд-во, 1959. — [24] с. : ил.; 20 см.
- Азбука дедушки Никифора: Малышам от А до Я; Сказки, рассказы, загадки, стихи [Текст] / А. В. Потапова; худож. Э. А. Колесов. — К. : Веселка, 1987. — 152 с. : ил. — (в пер.)
- Зуар Бесстрашный : Повесть-сказка / {Алла Потапова} ; Худож. А. Басс. — Киев : Молодь, 1989. — 158 с. : ил. ISBN 5-7720-0209-0 : 40к. 115 000 экз.
- Молочный зуб дракона Тишки : Повесть-сказка. Для ст. дошк. и мл. шк. возраста / Алла Потапова; Худож. В. Г. Ширяев. — Киев : Веселка, 1985. — 103 с. : цв. ил.; 22 см;
- Молочный зуб дракона Тишки : Повесть-сказка : Для ст. дошк. и мл. шк. возраста / Алла Потапова; Худож. В. Ширяев. — 2-е изд. — Киев : Вэсэлка, 1990. — 102,[1] с. : цв. ил.; 22 см; ISBN 5-301-00368-2 :
- Молочный зуб дракона Тишки [Текст] : Сказки / А. В. Потапова. — Киев : Фирма «Довира», 1994. — 220 с. : ил.
- От дальней той поры… [Текст] : стихи / А. В. Потапова. — Киев : Рад. письменник, 1983. — 95 с. : ил. -
- Тебе, любовь моя [Текст] : Стихи / Алла Потапова. — Киев : Рад. письменник, 1979. — 78 с. : портр.; 16 см. — (Первый поэтический сборник)
- Углы любви : Стихи / Алла Потапова. — Киев : Лит.-информ. центр, 1999. — 152 с. : ил.; 17 см.
- Янтарик : Сказка. Для дошкол. возраста / Алла Потапова; Худож. Э. Колесов. — Киев : Веселка, 1981. — 24 с. : цв. ил.; 26 см.
- Ходит речкой пароход [Текст] : Стихи : Для дошкольного возраста / Алла Потапова ; Рис. Е. Щепкиной. — Киев : Веселка, 1976. — 16 с. : ил.; 24 см.
- Как дорога стала железной [Текст] : Сказка : Для дошк. возраста / Алла Потапова ; Худож. Г. Ясинский. — Киев : Веселка, 1978. — [16] с. : цв. ил.; 26 см.
- Красная звездочка : Повесть-сказка. Для ст. дошк. и мл. шк. возраста / Алла Потапова; Худож. А. Михнушов. — Киев : Веселка, 1983. — 78 с. : цв. ил.; 26 см. Тираж: 115000 экз.
- Лето красное пришло : [Книжка-планшетка. Для дошк. возраста / Алла Потапова; Худож. Е. И. Тертычная]. — Киев : Веселка, 1982. — 1 л., слож. в [10] с. : цв. ил.; 24 см.
- От дальней той поры… : Стихи / Алла Потапова; [Худож. С. А. Гета]. — Киев : Рад. письменник, 1983. — 95 с. : ил.; 14 см.
- Зловредный Ап-Чих : [Альбом для раскрашивания с игровыми заданиями : Для ст. дошк. и мл. шк. возраста] / Алла Потапова; [Худож. А. Лавров]. — Киев : Вэсэлка, Б. г. (1988). — [18] с. : ил.; 14*20 см.
- Поговорим откровенно : Кн. для сред. шк. возраста / Алла Потапова; Худож. В. Серцова. — Киев : Вэсэлка, 1988. — 230,[2] с. : ил.; 21 см; ISBN 5-301-00164-7 (В пер.)
- Світ навколо тебе: поради розумника Дмуха [Текст] / А. В. Потапова. — К. : Феникс, 2003. — 175 с. : ил. — (в пер.)
- Сундучок со счастьем. Повесть-сказка. Киев, «Випол», 2000.
- Разговор с тобой. Киев, «Украинський письменник»
- Я слово говорю [Текст] : поэтический монолог / А. В. Потапова. — К. : Головна спец. редакція літ. мовами нац. меншин України, 2001. — 173 с.: портр. — (Багатомовна поезія України). — ISBN 966-522-147-7
- Отцу, пропавшему без вести [Текст] : стихи / А. В. Потапова. — К. : [б.и.], 2004. — 52 с.
- Світ навколо тебе. Поради розумника Дмуха [Текст] : для допитливих хлопчиків та дівчаток / А. В. Потапова. — К. : Фенікс, 2003. — 176 с. — ISBN 966-651-116-9
- Що за буквами стоїть? [Текст] : книга для дошкільнят та їх батьків / А. В. Потапова. — К. : Фенікс, 2005. — 191 с. — ISBN 966-651-243-2
- Тишкина книжка [Текст] : сказки / А. В. Потапова; худож. К. С. Шалварова. — К. : Етнос, 2008. — 350 с.: ил. — ISBN 966-522-250-3